# Tominian (Kreis)

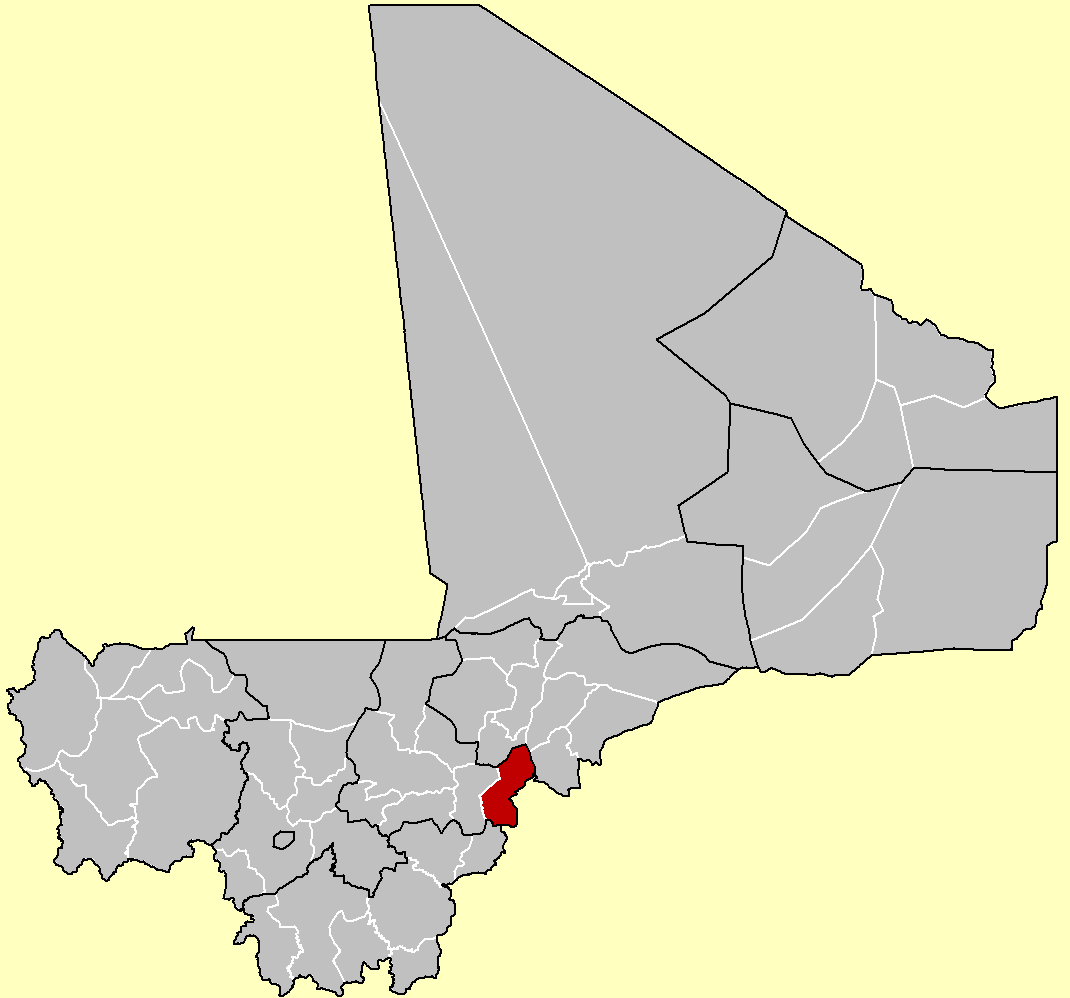
Kreis Tominian

Tominian ist der Name eines Kreises (franz. cercle de Tominian) in der Region Ségou in Mali.
Der Kreis teilt sich in 12 Gemeinden, die Einwohnerzahl betrug beim Zensus 2009 219.853 Einwohner. (Zensus 2009)
Gemeinden: Tominian (Hauptort), Bénéna, Diora, Fangasso, Koula, Lanfiala, Mafouné, Mandiakuy, Ouan, Sanékuy, Timissa, Yasso. 